# Ferienheim Bergkristall: Silvester fällt aus
Silvester fällt aus ist der erste Schwank der Reihe Ferienheim Bergkristall aus dem Jahr 1983. Er wurde am 31. Dezember 1983 zum ersten Mal im Ersten Programm des Fernsehens der DDR ausgestrahlt.

## Handlung
Das Ferienheim Bergkristall ist zu Silvester voll belegt. Aufgrund einer plötzlichen Blinddarmerkrankung fallen Hausmeister Paul Rauschenbach und dessen Ehefrau, die Köchin Elsbeth, am letzten Tag des Jahres aus, so dass das Heimpersonal unerwartet vor großen Problemen steht. Es fehlt der Koch, und so hätte Silvester beinah ausfallen müssen. Als der Sportstudent Hans-Günter Koch auf der Suche nach einer Übernachtung in das Ferienheim Bergkristall kommt, wird er für den Koch gehalten. Daraufhin überschlagen sich die Ereignisse. Letztlich können jedoch alle Gäste der Ferienheimes gemeinsam Silvester feiern.